# هورتالين زادي
جيان مالك هورتالين زادي بلي (مواليد 17 نوفمبر 1989) هو لاعب كرة قدم إيفواري لعب سابقاً لصالح نادي النهضة السعودي
.